# Pomeni imen asteroidov: 6501–7000
Pregled pomenov imen asteroidov (malih planetov) od številke 6001 do 6500, ki jim je Središče za male planete dodelilo številko in so pozneje dobili tudi uradno ime  v skladu z dogovorjenim načinom imenovanja. Pregled je preverjen z Schmadelovim “Slovarjem imen malih planetov” (“Dictionary of Minor Planet Names”). Izvor nekaterih imen je pojasnjen tudi v Okrožnicah centra za male planete (“Minor Planet Circulars” ali MPC). Kadar je pojasnilo najdeno tudi v reviji “Sky and Telescope” (S&T), je to navedeno. 
Pregled pojasnjuje izvor oziroma pomen imen asteroidov, ki ga je priznala Mednarodna astronomska zveza (IAU). Nekateri asteroidi imajo imajo dodatno pojasnilo o izvoru imena, ki pa vedno ni popolnoma zanesljivo (oznaka “†”). Pojasnilo o izvoru imena, ki je označeno z * je potrebno preveriti ali poiskati še v “Slovarju imen malih planetov”.
| Ime                  | Začasna oznaka | Izvor imena |
| 6501–6600            | 6501–6600      | 6501–6600 |
| -------------------- | -------------- | --- |
| 6501 Isonzo          | 1993 XD        | Farra d'Isonzo (Fara ob Soči), Italija* |
| 6504 Lehmbruck       | 4630 P-L       | Wilhelm Lehmbruck, nemški kipar* |
| 6505 Muzzio          | 1976 AH        | Juan Carlos Muzzio, argentinski astrofizik † |
| 6506 Klausheide      | 1978 EN        | Klaus Heide, nemški raziskovalec meteoritov in majhnih teles Osončja na Univerzi v Jeni in sin raziskovalca meteoritov Fritza Heide iz Jene *                                               |
| 6508 Rolčík          | 1982 QM        | Viktor Rolčík, češki inženir optike † |
| 6510 Tarry           | 1987 DF        | William in Nancy Tarry, Američana iz Alice Springsa (avstralija), ki sta skrbela za člane družine Shoemakers, ki je Eugene umrl med avtomobilsko nesrečo †                                  |
| 6511 Furmanov        | 1987 QR        | Rudolf Davidovič Furmanov, ruski producent * |
| 6512 de Bergh        | 1987 SR        | Catherine de Bergh, francoska astronomka * |
| 6514 Torahiko        | 1987 WY        | Torahiko Terada, japonski fizik* |
| 6515 Giannigalli     | 1988 MG        | Giovanni Galli, italijanski ljubiteljski astronom † |
| 6516 Gruss           | 1988 TC        | Gustav Gruss, češki astronom † |
| 6517 Buzzi           | 1990 BW        | Luca Buzzi, italijanski ljubiteljski astronom † |
| 6518 Vernon          | 1990 FR        | * |
| 6519 Giono           | 1991 CX        | Jean Giono, francoski (provansalski) pisatelj † |
| 6520 Sugava          | 1991 HH        | Čikara Sugava, japonski astronom* |
| 6521 Pina            | 1991 LC        | * |
| 6522 Aci             | 1991 NQ        | * |
| 6523 Clube           | 1991 TC        | Victor Clube, bitanski astronom* |
| 6524 Baalke          | 1992 AO        | Ron C. Baalke iz Laboratorija za reaktivni pogon* |
| 6525 Ocastron        | 1992 SQ        | sestavljeno iz Astronomi oranžne grofije (Orange County Astronomers)* |
| 6526 Matogava        | 1992 TY        | Jasunori Matogava, japonski strokovnjak za astronavtiko* |
| 6528 Boden           | 1993 FL        | občina Boden, Švedska, rojstni kraj Matsa Lindgrena, enega izmed odkriteljev † Arhivirano 2007-12-23 na Wayback Machine.                                                                    |
| 6529 Rhoads          | 1993 XR        | Jack W. Rhoads, ameriški astronom, nekaj časa v Laboratoriju za reaktivni pogon ali James Ely Rhoads, ameriški astronom *                                                                   |
| 6530 Adry            | 1994 GW        | * |
| 6531 Subaširi        | 1994 YY        | del mesta Ojama ob vznožju gore Fudži, Japonska* |
| 6532 Scarfe          | 1995 AC        | Colin D. Scarfe, kanadski astronom † Arhivirano 2005-08-29 na Wayback Machine. |
| 6533 Giuseppina      | 1995 DM        | Giuseppina de Strobel (Giusa Cayrel de Strobel), italijanska astronomka, žena francoskega astronoma Rogerja Cayrela                                                                         |
| 6535 Archipenko      | 3535 P-L       | * |
| 6536 Vysochinska     | 1977 NK        | * |
| 6537 Adamovich       | 1979 QK        | Aleksandr Mihailovič Adamovič, belorusko-ruski pisatelj* |
| 6538 Muraviov        | 1981 SA        | Mihail Nikitič Muraviov, ruski pesnik, minister in upravnik na Moskovski državni univerzi Lomonosov, kjer je odprl oddelek za astronomijo in zgradil observatorij †                         |
| 6539 Nohavica        | 1982 QG        | Jaromír Nohavica, češki pevec, pesnik in skladatelj † |
| 6540 Stepling        | 1982 SL        | Joseph Stepling, član Družbe Jezusove, nemški astronom, matematik in fizik † |
| 6542 Jacquescousteau | 1985 CH        | Jacques-Yves Cousteau, francoski raziskovalec morja † |
| 6543 Senna           | 1985 TP        | Ayrton Senna, brazilski dirkač * |
| 6546 Kaye            | 1987 DY        | Danny Kaye, ameriški igralec in komediant † |
| 6547 Vasilkarazin    | 1987 RO        | Vasilii Nazarovič Karazin, rusko-ukrajinski znanstvenik, ustanivitelj Univerze v Harkovu, ki danes nosi njegovo ime                                                                         |
| 6549 Skryabin        | 1988 PX        | Aleksander Scriabin, ruski skladatelj † |
| 6550 Parléř          | 1988 VO        | Peter Parler (1330? – 1399), nemški arhitekt † |
| 6553 Seehaus         | 1989 GP        | * |
| 6554 Takacugujošida  | 1989 UO        | Takacugu Jošida, japonski ljubiteljski astronom* |
| 6556 Arcimboldo      | 1989 YS        | Giuseppe Arcimboldo, italijanski slikar † |
| 6557 Yokonomura      | 1990 VR        | Joko Nomura, žene enega izmed odkriteljev * |
| 6558 Norizuki        | 1991 GZ        | Sojiro Norizuki, japonski inženir optike * |
| 6559 Nomura          | 1991 JP        | Toširo Nomura, japonski odkritelj asteroidov * |
| 6560 Pravdo          | 1991 NP        | * |
| 6561 Gruppetta       | 1991 TC        | * |
| 6562 Takojaki        | 1991 VR        | Takojaki, japonska hitra hrana (fast food) |
| 6563 Steinheim       | 1991 XZ        | * |
| 6564 Asher           | 1992 BB        | David John Asher, bitanski astronom* |
| 6565 Reidži          | 1992 FT        | Reidži Macumoto, japonski izdelovalec mangak (vrsta risank) |
| 6567 Šigemasa        | 1992 WS        | Šigemasa Suzuki, japonski inženir * |
| 6568 Serendip        | 1993 DT        | Serendip, staro perzijsko ime za današnjo Šri Lanko, ki je bilo uporabljeno v epu Trije princi iz Serendipa, (vedno so nekaj odkrili, čeprav niso ničesar iskali) †                         |
| 6569 Ondaatje        | 1993 MO        | Michael Ondaatje, na Šri Lanki rojen kanadski romanopisec, pesnik in pisatelj, najbolj zana po romenu Angleški pacient (The English Patient) †                                              |
| 6570 Tomohiro        | 1994 JO        | Tomohiro Hiradžama, japonski astronom* |
| 6571 Sigmund         | 3027 P-L       | * |
| 6572 Carson          | 1938 SX        | * |
| 6573 Magnitskij      | 1974 SK        | * |
| 6574 Gvishiani       | 1976 QE        | * |
| 6575 Slavov          | 1978 PJ        | * |
| 6576 Kievtech        | 1978 RK        | Kijevski politehnični inštitut na Nacionalni univerzi ukrajine * |
| 6578 Zapesotskij     | 1980 TQ        | Aleksandr Sergeevič Zapesotskii, ruski sociolog * |
| 6579 Benedix         | 1981 ES4       | Gretchen K. Benedix, bitanski skrbnik meteoritov na Prirodoslovnem muzeju v Londonu † |
| 6580 Philbland       | 1981 EW21      | Philip A. Bland, bitanski planetolog in strokovnjak za meteorite † |
| 6581 Sobers          | 1981 SO        | Gary Sobers, igralec član moštva kriketa iz moštva West Indies (Britanski Antili) † |
| 6582 Flagsymphony    | 1981 VS        | * |
| 6583 Destinn         | 1984 DE        | Ema Destinn, češki operni pevec † |
| 6584 Ludekpesek      | 1984 FK        | Ludek Pesek, češki astronomski umetnik * |
| 6585 O'Keefe         | 1984 SR        | John Aloysius O'Keefe, ameriški astronom, geodet in raziskovalec meteoritov † |
| 6586 Seydler         | 1984 UK        | August Seydler, češki astronom † |
| 6587 Brassens        | 1984 WA        | Georges Brassens, francoski pevec in pisec pesmi* |
| 6589 Jankovich       | 1985 SL        | * |
| 6590 Barolo          | 1985 TA        | Barolo, vinorodno področje v Italiji * |
| 6591 Sabinin         | 1986 RT        | Dmitrii Anatolievič Sabinin, ruski znanstvenik |
| 6592 Goya            | 1986 TB        | Francisco Goya, španski slikar* |
| 6594 Tasman          | 1987 MM        | Abel Janszoon Tasman (1603 – 1659), nizozemski raziskovalec † ‡ |
| 6595 Munizbarreto    | 1987 QZ        | Luiz Muniz Barreto, brazilski direktor observatorija † |
| 6596 Bittner         | 1987 VC        | Adam Bittner, avstrijski astronom † |
| 6597 Kreil           | 1988 AF        | Karl Kreil, avstrijski astronom in meteorolog † |
| 6598 Modugno         | 1988 CL        | * |
| 6599 Cuko            | 1988 PV        | Cuko Nakamura, japonski astronom* |
| 6600 Qwerty          | 1988 QW        | Qwerty standardna tipkovnica (imenuje se po prvih šestih znakih v zgornjem levem delu tipkovnice), prvotna oznaka je bila QW †                                                              |
| 6601–6700            |                | |
| 6602 Gilclark        | 1989 EC        | * |
| 6603 Marycragg       | 1990 KG        | * |
| 6604 Ilias           | 1990 QE        | Homer jeva pesnitev Iliada in tudi Ilias, prvi vnuk odkritelja † |
| 6606 Makino          | 1990 UF        | Tomitaro Makino, botanik * |
| 6607 Macušima        | 1991 UL        | Koiči Macušima, japonski astronom* |
| 6608 Davidecrespi    | 1991 VC4       | Davide Crespi, italijanski ljubiteljski astronom † |
| 6610 Burwitz         | 1993 BL3       | Vadim Burwitz, nemški astronom † |
| 6612 Hačiodži        | 1994 EM        | mesto Hačiodži, Japonska* |
| 6613 Williamcarl     | 1994 LK        | * |
| 6614 Antisthenes     | 6530 P-L       | Antisten, starogrški filozof, ustanovitelj kiniške filozofske šole * |
| 6615 Plutarchos      | 9512 P-L       | Plutarh, starogrški zgodovinar, biograf in esejist * |
| 6616 Plotinos        | 1175 T-1       | * |
| 6617 Boethius        | 2218 T-1       | Boetij (Anicius Manlius Severinus Boethius), rimski patricij, politik, državnik, filozof, teolog, matematik in fizik*                                                                       |
| 6619 Kolya           | 1973 SS        | Nikolaj Stepanovič Černih (rusko Николай Степанович Черных) (1931 – 2004), ruski astronom †                                                                                                 |
| 6620 Peregrina       | 1973 UC        | * |
| 6621 Timchuk         | 1975 VN        | * |
| 6622 Matvienko       | 1978 RG        | * |
| 6625 Nyquist         | 1981 EX41      | Laurence E. Nyquist, ameriški planetarni znanstvenik † |
| 6626 Mattgenge       | 1981 EZ46      | Matthew Genge, bitanski planetarni znanstvenik in strokovnjak za meteorite † |
| 6628 Dondelia        | 1981 WA        | * |
| 6629 Kurtz           | 1982 UP        | Paul Kurtz, upokojeni profesor filozofije na Univerzi v New Yorku † Arhivirano 2005-04-24 na Wayback Machine.                                                                               |
| 6630 Skepticus       | 1982 VA        | CSICOP, znana organizacija skeptikov † Arhivirano 2005-04-24 na Wayback Machine. |
| 6631 Pyatnitskij     | 1983 RQ        | Mitrofan Efimovič Pjatnitskij, ruski umetnik* |
| 6632 Scoon           | 1984 UX        | * |
| 6635 Zuber           | 1987 SH        | Maria T. Zuber, ameriška geofizičarka in planetarna geologinja † |
| 6636 Kintanar        | 1988 RK8       | Roman Lucero Kintanar, filipinski meteorolog, direktor Filipinske službe za atmosfero, geofiziko in astronomijo v letih 1958–1994 †                                                         |
| 6637 Inoue           | 1988 XZ        | Keisuke? Inoue, japonski astronom* |
| 6639 Marchis         | 1989 SO8       | Franck Marchis, francoski astronom † |
| 6640 Falorni         | 1990 DL        | * |
| 6641 Bobross         | 1990 OK        | * |
| 6642 Henze           | 1990 UE3       | Martin Henze, nemški astronom † |
| 6643 Morikubo        | 1990 VZ        | Šigeru Morikubo, japonski ljubiteljski astronom* |
| 6644 Jugaku          | 1991 AA        | Džun Džugaku, japonski astronom* |
| 6645 Arcetri         | 1991 AR        | * |
| 6646 Churanta        | 1991 CA        | * |
| 6647 Josse           | 1991 GG        | Raymond Josse, prijatelj odkritelja † |
| 6649 Yokotatakao     | 1991 RN        | Takao Džokota, japonski ljubiteljski astronom* |
| 6650 Morimoto        | 1991 RS        | Masaki Morimoto, japonski astronom* |
| 6653 Feininger       | 1991 XR        | * |
| 6654 Luleå           | 1992 DT        | občina Luleå, Švedska † Arhivirano 2007-06-24 na Wayback Machine. |
| 6655 Nagahama        | 1992 EL        | Nagahama, Šiga, Japonska* |
| 6656 Yokota          | 1992 FF        | Hiroši Jokota, japonski ljubiteljski astronom* |
| 6657 Otukjo          | 1992 WY        | japonsko starodavno glavno mesto od 667 do 672 |
| 6658 Akiraabe        | 1992 WT        | Akira Abe, japonski izdajatelj astronomskega časopisa * |
| 6659 Pietsch         | 1992 YN        | Wolfgang Pietsch, nemški astronom † |
| 6660 Matsumoto       | 1993 BC        | Tatsujiro Matsumoto, japonski astronom* |
| 6661 Ikemura         | 1993 BO        | Tošihiko Ikemura, japonski ljubiteljski astronom* |
| 6663 Tatebajaši      | 1993 CC        | Tatebajaši, Japonska* |
| 6664 Tennyo          | 1993 CK        | ženski tenin (tenjo) (duh v japonskem budizmu) japonska astronavtka Čiaki Mukai je po prvem poletu izjavila, da se je počutila kot tenjo *                                                  |
| 6665 Kagava          | 1993 CN        | Tecuo Kagava, japonski ljubiteljski astronom* |
| 6666 Frö             | 1993 FG        | Frö, bog v nordijski mitologiji † Arhivirano 2011-05-14 na Wayback Machine. |
| 6667 Sanaimura       | 1994 EK        | vas Sanai, Japonska* |
| 6669 Obi             | 1994 JA        | Šinnja Obi, japonski astronom* |
| 6670 Wallach         | 1994 LL        | * |
| 6672 Corot           | 1213 T-1       | Jean-Baptiste Camille Corot, francoski slikar* |
| 6673 Degas           | 2246 T-1       | Edgar Degas, francoski slikar in kipar* |
| 6674 Cézanne         | 4272 T-1       | Paul Cézanne, francoski slikar* |
| 6675 Sisley          | 1493 T-2       | Alfred Sisley, francoski slikar (impresionist)* |
| 6676 Monet           | 2083 T-2       | Claude Monet, francoski slikar* |
| 6677 Renoir          | 3045 T-3       | Pierre-Auguste Renoir, francoski slikar* |
| 6678 Seurat          | 3422 T-3       | Georges-Pierre Seurat, francoski slikar* |
| 6679 Gurzhij         | 1969 UP        | Andrej Nikolaevič Guržij, ruski specialist za informatiko |
| 6681 Prokopovich     | 1972 RU        | Feofan Prokopovič, ukrajinski in ruski pisatelj* |
| 6682 Makarij         | 1973 ST        | Makarij II (1835 – 1926), metropolit Moskve in Kolomne, ruski vzgojitelj* |
| 6683 Karachentsov    | 1976 GQ        | * |
| 6684 Volodshevchenko | 1977 QU        | Volodimir Ševčenko, ukrajinski filmski režiser , ki je umrl za posledicami sevanja, ki ga je prejel med snemanjem v Černobilu *                                                             |
| 6685 Boitsov         | 1978 QG        | * |
| 6686 Hernius         | 1979 QC        | Olof Hernius, švedski astronom † Arhivirano 2007-06-24 na Wayback Machine. |
| 6687 Lahulla         | 1980 FN        | José Felix Lahulla, španski astronom † Arhivirano 2007-06-24 na Wayback Machine. |
| 6688 Donmccarthy     | 1981 ER        | * |
| 6689 Floss           | 1981 EQ24      | Christine Floss, ameriški strokovnjak za meteorite † |
| 6690 Messick         | 1981 SY        | * |
| 6695 Barrettduff     | 1986 PD        | * |
| 6696 Eubanks         | 1986 RC        | * |
| 6697 Celentano       | 1987 HM        | Adriano Celentano, italijanski pevec in igralec † |
| 6698 Malhotra        | 1987 SL        | Renu Malhotra, astronom † Arhivirano 2005-04-05 na Wayback Machine. |
| 6699 Igaueno         | 1987 YK        | mesto Ueno, Japonska (sedaj je del mesta Iga)* |
| 6700 Kubišová        | 1988 AO        | Marta Kubišová, češka pevka † |
| 6701–6800            |                | |
| 6701 Warhol          | 1988 AW        | Andy Warhol (Andrew Warhola), ameriški umetnik † |
| 6705 Rinaketty       | 1988 RK5       | Rina Ketty (1911 – 1196) (znana tudi kot Cesarina Pichetto), francoska pevka † |
| 6707 Šigeru          | 1988 VZ        | Šigeru Nakano, japonski ljubiteljski astronom* |
| 6708 Bobbievaile     | 1989 AA        | Bobbie Vaile, avstralski astronom* |
| 6709 Hiromiyuki      | 1989 CD        | * |
| 6710 Apostel         | 1989 GF        | Leo Apostel, flamski filozof † |
| 6711 Holliman        | 1989 HG        | * |
| 6712 Hornstein       | 1990 DS        | Karl Hornstein, češki astronom † |
| 6713 Coggie          | 1990 KM        | * |
| 6714 Montréal        | 1990 OE        | mesto Montreal v province Quebec, Kanada † Arhivirano 2005-08-29 na Wayback Machine. |
| 6715 Sheldonmarks    | 1990 QS        | * |
| 6717 Antal           | 1990 TU        | * |
| 6718 Beiglböck       | 1990 TT        | Wolf Beiglböck, fizik, ustanovitelj in izdajatelj serije Lecture Notes in Physics in Texts and Monographs in Physics*                                                                       |
| 6719 Gallaj          | 1990 UL        | * |
| 6720 Gifu            | 1990 VP        | mesto Gifu, Japonska* |
| 6722 Buniči          | 1991 BG        | Buniči Saito, japonski geofizik * |
| 6723 Chrisclark      | 1991 CL        | Christopher C. Clark iz Programa iskanja blizuzemeljskih asteroidov (Near Earth Asteroid Tracking Program) pri Laboratoriju za reaktivni pogon*                                             |
| 6729 Emiko           | 1991 VV        | Emiko Otomo, žena odkritelja * |
| 6730 Ikeda           | 1992 BH        | Tecuro Ikeda, japonski astronom* |
| 6731 Hiei            | 1992 BK        | Eidžiro Hiei, japonski astronom* |
| 6734 Benzenberg      | 1992 FB        | Johann Friedrich Benzenberg, nemški fizik in astronom, ustanovitelj Observatorija Bilk (Sternwarte Bilk) pri Düsseldorfu †                                                                  |
| 6735 Madhatter       | 1992 WM        | Hatter (Mad Hatter), izmišljena oseba v romanu Alica v čudežni deželi, ki jo je napisal Lewis Carrol*                                                                                       |
| 6736 Marchare        | 1993 EF        | March Hare, izmišljena oseba v romanu Alica v čudežni deželi, ki jo je napisal Lewis Carrol*                                                                                                |
| 6737 Okabajaši       | 1993 ER        | Šigeki Okabajaši, japonski ljubiteljski astronom* |
| 6738 Tanabe          | 1993 FD        | Hirojoši Tanabe, japonski astronom* |
| 6739 Tärendö         | 1993 FU        | kraj Tärendö, Švedska † Arhivirano 2007-06-24 na Wayback Machine. |
| 6740 Goff            | 1993 GY        | * |
| 6741 Lijuan          | 1994 FX        | Li Juan, kitajski pisatelj znanstvene fantastike |
| 6742 Bjandepej       | 1994 GR        | Bjandepek, kitajski pisatelj znanstvene fantastike |
| 6743 Liu             | 1994 GS        | Joseph H. C. Liu, direktor Vesoljskega muzeja v Hong Kongu † Arhivirano 2005-10-28 na Wayback Machine.                                                                                      |
| 6744 Komoda          | 1994 JL        | Kazujoši? Komoda, japonski ljubiteljski astronom* |
| 6745 Nišijama        | 1994 JD        | Mineo Nišijama, japonski ljubiteljski astronom* |
| 6746 Zagar           | 1994 NP        | Francesco Zagar, italijanski astronom* |
| 6747 Ozegahara       | 1995 UT        | visokogorje Ozegahara, Japonska* |
| 6748 Bratton         | 1995 UV        | * |
| 6749 Ireentje        | 7068 P-L       | Irene van Houten, vnukinja nizozemskih astronomov (soprog in soproga) Cornelis in Ingrid van Houten †                                                                                       |
| 6750 Katgert         | 1078 T-1       | Peter Katgert, nizozemski astronom* |
| 6751 van Genderen    | 1114 T-1       | Arnout van Genderen, nizozemski astronom † |
| 6752 Ashley          | 4150 T-1       | * |
| 6753 Fursenko        | 1974 RV        | M. A. Fursenko, ruski astronom* |
| 6754 Burdenko        | 1976 UD        | Nikolaj Nilovič Burdenko, ruski nevrokirurg * |
| 6755 Solov'yanenko   | 1976 YE        | Anatolij Solovjanenko, ukrajinski operni pevec* |
| 6757 Addibischoff    | 1979 SE15      | Adolf Bischoff, nemški strokovnjak za meteorite † |
| 6758 Jesseowens      | 1980 GL        | Jesse Owens, ameriški atlet † |
| 6761 Haroldconnolly  | 1981 EV19      | Harold C. Connolly, ameriški petrolog in strokovnjak za meteorite † |
| 6762 Cyrenagoodrich  | 1981 EC25      | Cyrena A. Goodrich, ameriški strokovnjak za meteorite † |
| 6763 Kochiny         | 1981 RA        | * |
| 6764 Kirillavrov     | 1981 TM        | Kiril Jurievič Lavrov, ruski igralec |
| 6765 Fibonacci       | 1982 BQ        | Leonardo Fibonacci of Pisa, italijanski matematik † |
| 6766 Kharms          | 1982 UC        | Daniil Ivanovich Kharms, ruski pisec knjig za otroke, nesmiselnih kratkih zgodb in pesnik*                                                                                                  |
| 6767 Shirvindt       | 1983 AA        | Aleksandr Shirvindt, ruski igralec* |
| 6768 Mathiasbraun    | 1983 RY        | Mathias (Matyáš) Bernard Braun, češki kipar † |
| 6769 Brokoff         | 1985 CJ        | Jan in Ferdinand Brokoff, oče in sin, češka kipar]ja † |
| 6770 Fugate          | 1985 QR        | * |
| 6771 Foerster        | 1986 EZ        | Wilhelm Julius Förster, nemški astronom † Arhivirano 2008-01-16 na Wayback Machine. |
| 6773 Kellaway        | 1988 LK        | Lucy Kellaway, bitanski časnikar † |
| 6774 Vladheinrich    | 1988 VH        | Vladimír Václav Heinrich, češki astronom † |
| 6775 Giorgini        | 1989 GJ        | Jon D. Giorgini član programa Blizuzemeljskih teles (Near Earth Object Program) pri Laboratoriju za reaktivni pogon*                                                                        |
| 6776 Dix             | 1989 GF        | * |
| 6777 Balakirev       | 1989 SV        | Milij Alekseevič Balakirev (rusko Милий Алексеевич Балакирев) (1837 – 1910), ruski skladatelj*                                                                                              |
| 6778 Tosamakoto      | 1989 TX        | Makoto Tosa, japonski astronom* |
| 6779 Perrine         | 1990 DM        | Charles Dillon Perrine, ameriški astronom † |
| 6780 Borodin         | 1990 ES        | Alexander Borodin, ruski skladatelj and kemik † |
| 6783 Gulyaev         | 1990 SO        | * |
| 6784 Bogatikov       | 1990 UN        | * |
| 6786 Doudantsutsuji  | 1991 DT        | rastlina z znanstvenim imenom Enkianthus perulatus* |
| 6789 Milkey          | 1991 RM6       | Robert Milkey, ameriški izvršilni funkcionar pri Ameriški astronomski družbi v letih 1995–2006 †                                                                                            |
| 6790 Pingouin        | 1991 SF        | francoski izraz za veliko njorko, malo njorko ali katerokoli vrsto pingvinov ? * |
| 6792 Akiyamatakashi  | 1991 WC        | Takaši Akijama, učitelj odkritelja * |
| 6793 Palazzolo       | 1991 YE        | * |
| 6794 Masuisakura     | 1992 DK        | Sakura Masui, japonski pisatelj * |
| 6795 Örnsköldsvik    | 1993 FZ        | občina Örnsköldsvik, Švedska † Arhivirano 2007-06-24 na Wayback Machine. |
| 6796 Sundsvall       | 1993 FH        | občina Sundsvall, Švedska † Arhivirano 2007-06-24 na Wayback Machine. |
| 6797 Östersund       | 1993 FG        | občina Östersund, Švedska † Arhivirano 2007-06-24 na Wayback Machine. |
| 6798 Couperin        | 1993 JK        | Louis Couperin, francoski skladatelj † |
| 6799 Citfiftythree   | 1993 KM        | * |
| 6800 Saragamine      | 1994 UC        | gora Saragamine, prefektura Ehime, Japonska* |
| 6801–6900            |                | |
| 6801 Střekov         | 1995 UM        | grad v bližini mesta Ústí nad Labem, v severni Češki † |
| 6802 Černovice       | 1995 UQ        | mesto in vas Černovice, Češka † |
| 6804 Marusepu        | 1995 WV        | mesto Maserupu, Japonska* |
| 6805 Abstracta       | 4600 P-L       | * |
| 6806 Kaufmann        | 6048 P-L       | William John Kaufmann, ameriški astronom* |
| 6807 Brünnow         | 6568 P-L       | Franz Brünnow, nemški astronom* |
| 6808 Plantin         | 1932 CP        | Christophe Plantin (1520 – 1589), knjigovezec, založnik in tipograf * |
| 6809 Sakuma          | 1938 DM        | Seiči Sakuma, japonski ljubiteljski astronom* |
| 6810 Juanclariá      | 1969 GC        | Juan José Clariá, argentinski astronom † |
| 6811 Kashcheev       | 1976 QP        | Boris Leonidovič Kaščeev, ukrajinski astronom* |
| 6814 Steffl          | 1979 MC2       | Andrew J. Steffl, ameriški astronom † |
| 6815 Mutchler        | 1979 MM5       | Max J. Mutchler, ameriški astronom † |
| 6816 Barbcohen       | 1981 EB28      | Barbara A. Cohen, ameriška planetarna znanstvenica † |
| 6817 Pest            | 1982 BP        | vzhodni del Budimpešte ali Pešta † |
| 6818 Sesju           | 1983 EM        | Sesšu Tojo, japonski slikar* |
| 6819 McGarvey        | 1983 LL        | * |
| 6820 Buil            | 1985 XS        | Christian Buil, francoski astronom* |
| 6821 Ranevskaya      | 1986 SZ        | * |
| 6824 Mallory         | 1988 RE        | George Mallory, bitanski alpinist † |
| 6825 Irvine          | 1988 TJ        | Andrew Irvine, bitanski alipinist † |
| 6826 Lavoisier       | 1989 SD        | Antoine-Laurent Lavoisier, francoski kemik † |
| 6827 Wombat          | 1990 SN        | vrsta vrečarjev (vombat) † |
| 6828 Elbsteel        | 1990 VC        | * |
| 6829 Charmawidor     | 1991 BM        | Charles-Marie Widor, francoski skladatelj* |
| 6830 Johnbackus      | 1991 JB1       | John Backus, ameriški računalniški strokovnjak, izumitelj programskega jezika FORTRAN † |
| 6832 Kavabata        | 1992 FP        | Jasunari Kavabata, japonski romanopisec* |
| 6835 Molfino         | 1994 HT        | * |
| 6836 Paranal         | 1994 PW        | gorovje Cerro Paranal, kjer so Evropski južni observatorij (ESO) Zelo velik teleskop (Very Large Telescope) †                                                                               |
| 6837 Bressi          | 1994 XN        | Terry Bressi, inženir in član programa Spacewatch v Lunarnem in planetarnem laboratoriju pri Univerzi Arizone *                                                                             |
| 6838 Okuda           | 1995 UD        | Tojozo Okuda, japonski astronom* |
| 6839 Ozenuma         | 1995 WB        | visokogorje Ozegahara, Japonska* |
| 6841 Gottfriedkirch  | 2034 P-L       | Gottfried Kirch, nemški astronom* |
| 6842 Krosigk         | 3016 P-L       | * |
| 6843 Heremon         | 1975 TC        | * |
| 6844 Shpak           | 1975 VR        | * |
| 6845 Mansurova       | 1976 JG        | * |
| 6846 Kansazan        | 1976 UG        | japonski filozof in pesnik* |
| 6847 Kunz-Hallstein  | 1977 RL        | * |
| 6855 Armellini       | 1989 BG        | Giuseppe Armellini, italijanski astronom* |
| 6856 Bethemmons      | 1989 EM        | Elizabeth Emmons, upraviteljica na 32. oddelku za vesolje in Zemljo pri JPL † Arhivirano 2005-02-04 na Wayback Machine.                                                                     |
| 6859 Datemasamune    | 1991 CZ        | Date Masamune, japonski daimjo* |
| 6860 Sims            | 1991 CS        | * |
| 6862 Virgiliomarcon  | 1991 GL        | Virgilio Marcon, italijanski izdelovalec teleskopov * |
| 6864 Starkenburg     | 1991 RC        | observatorij Starkenburg (Observatorij Starkenburg) † ‡ |
| 6865 Dunkerley       | 1991 TE        | * |
| 6866 Kukai           | 1992 CO        | Kūkai, japonski budistični menih* |
| 6867 Kuvano          | 1992 FP        | Jošijuki Kuvano, japonski ljubiteljski astronom* |
| 6868 Seijaujeda      | 1992 HD        | Seija Ueda, japonski seizmolog * |
| 6869 Funada          | 1992 JP        | Takumi Funada, japonski astronom* |
| 6870 Pauldavies      | 1992 OG        | Paul Charles William Davies, avstralski fizik in pisatelj * |
| 6871 Verlaine        | 1993 BE        | Paul Verlaine, francoski pesnik † |
| 6873 Tasaka          | 1993 HT        | Ičiro Tasaka, japonski ljubiteljski astronom* |
| 6876 Beppeforti      | 1994 RK        | Giuseppe Forti, italijanski astronom* |
| 6877 Giada           | 1994 TB        | * |
| 6878 Isamu           | 1994 TN        | Isamu Hirabajaši, japonski ljubiteljski astronom* |
| 6879 Hjogo           | 1994 TC        | prefektura Hjogo, Japonska* |
| 6880 Hajamiju        | 1994 TG        | Ju Hajami, japonska pevka in igralka* |
| 6881 Šifucu          | 1994 UP        | gora Šifucu, prefektura Gunma, Japonska* |
| 6882 Sormano         | 1995 CC        | vas Sormano, Italija, kjer je Observatorij Sornamo (Osservatorio Astronomico Sormano) † |
| 6883 Hiučigatake     | 1996 AF        | gora Hiuči, prefektura Fukušima, Japonska* |
| 6884 Takešisato      | 9521 P-L       | Takeši Sato (rojen 1985), japonski rokoborec (wrestling) * |
| 6885 Nitardy         | 9570 P-L       | * |
| 6886 Grote           | 1942 CG        | Grote Reber, ameriški radioastronom* |
| 6887 Hasuo           | 1951 WH        | Rjuiči Hasuo, japonski ljubiteljski astronom* |
| 6890 Savinykh        | 1975 RP        | Viktor Petrovič Savinik, ruski kozmonavt in pisatelj † |
| 6891 Triconia        | 1976 SA        | * |
| 6894 Macreid         | 1986 RE        | * |
| 6897 Tabei           | 1987 VQ        | Junko Tabei, japonska alpinistka, prva ženska, ki je bila na Mount Everestu † |
| 6898 Saint-Marys     | 1988 LE        | Univerza Saint Mary v Halifaxu, Nova Škotska † Arhivirano 2005-08-29 na Wayback Machine. ‡                                                                                                  |
| 6899 Nancychabot     | 1988 RP10      | Nancy Chabot, ameriška planetarna strokovnjakinja † |
| 6901–7000            |                | |
| 6901 Roybishop       | 1989 PA        | Roy L. Bishop, kanadski astronom † Arhivirano 2005-08-29 na Wayback Machine. |
| 6902 Hideoasada      | 1989 US        | Hideo Asada, japonski ljubiteljski astronom* |
| 6904 McGill          | 1990 QW        | Univerza McGill, Montreal, Kanada † Arhivirano 2005-08-29 na Wayback Machine. |
| 6905 Mijazaki        | 1990 TW        | Isao Mijazaki, japonski ljubiteljski astronom* |
| 6906 Johnmills       | 1990 WC        | John Mills, škotski izdelovalec vrvi in ljubiteljski astronom in dobrotnik prvega britanskega javnega observatorija (Observatorij Mills) †                                                  |
| 6907 Harryford       | 1990 WE        | * |
| 6908 Kunimoto        | 1990 WB        | Jošihiro Kunimoto, japonski skladatelj* |
| 6909 Levison         | 1991 BY        | Harold F. Levison, ameriški astronom* |
| 6910 Ikeguči         | 1991 FJ        | Kunio Ikeguči, japonski ljubiteljski astronom* |
| 6911 Nancygreen      | 1991 GN        | * |
| 6912 Grimm           | 1991 GQ        | Friedrich Melchior, Baron von Grimm, nemški enciklopedist † |
| 6913 Jukava          | 1991 UT        | Hideki Jukava, japonski fizik, dobitnik Nobelove nagrade za fiziko v letu 1949 * |
| 6914 Becquerel       | 1992 GZ        | Henri Becquerel, francoski fizik* |
| 6916 Lewispearce     | 1992 OJ        | Edgar Lewis Pearce, ameriški umetnik* |
| 6918 Manaslu         | 1993 FV        | * |
| 6919 Tomonaga        | 1993 HP        | Šin-Ičiro Tomonaga, japonski fizik* |
| 6920 Esaki           | 1993 JE        | Reona Esaki, japonski fizik* |
| 6921 Janejacobs      | 1993 JJ        | Jane Jacobs (1916 – 2006), v Ameriki rojen kanadski pisatelj in urbanist † |
| 6922 Yasushi         | 1993 KY        | * |
| 6923 Borzacchini     | 1993 SD        | Baconin Borzacchini, italijanski dirkač * |
| 6924 Fukui           | 1993 TP        | Keniči Fukui, japonski kemik* |
| 6925 Susumu          | 1993 UW        | Susumu Jamamoto, japonski astronom* |
| 6927 Tonegava        | 1994 TE        | Susumu Tonegava, japonski znanstvenik * |
| 6928 Lanna           | 1994 TM        | Vojtěch Lanna, češki gledališki podjetnik † |
| 6929 Misto           | 1994 UE        | * |
| 6931 Kenzaburo       | 1994 VP        | Kenzaburo Oe (rojen 1935), pomembna oseba v sodobni japonski literaturi * |
| 6932 Tanigavadake    | 1994 YK        | gora Tanigava, prefektura Gunma in prefektura Nigata, Japonska* |
| 6933 Azumajasan      | 1994 YW        | gora Azamuja, Gunma, Japonska* |
| 6935 Morisot         | 4524 P-L       | Berthe Morisot, francoski slikar (impresionist)* |
| 6936 Cassatt         | 6573 P-L       | Mary Cassatt, ameriški umetnik* |
| 6937 Valadon         | 1010 T-2       | Suzanne Valadon, francoski slikar* |
| 6938 Soniaterk       | 5140 T-2       | Sonia Terk, v Ukrajini rojena umetnica judovsko-francoskega porekla, začetnica gibanja orfizma, poročena s francoskim umetnikom Robertom Delaunayem*                                        |
| 6939 Lestone         | 1952 SW        | * |
| 6941 Dalgarno        | 1976 YA        | Alexander Dalgarno, ameriški astronom* |
| 6942 Yurigulyaev     | 1976 YB        | Juri Vasiljevič Guljaev, ruski fizik in direktor Inštituta za radioinženirstvo in elektroniko v Moskvi †                                                                                    |
| 6945 Dahlgren        | 1980 FZ        | Mats Dahlgren, švedski astronom † Arhivirano 2007-06-24 na Wayback Machine. |
| 6947 Andrewdavis     | 1981 ET8       | Andrew M. Davis, ameriški strokovnjak za meteorite † |
| 6948 Gounelle        | 1981 ET22      | Matthieu Gounelle, francoski skrbnik za meteorite v Prirodoslovnem muzeju v Parizu (Muséum national d'histoire naturelle) †                                                                 |
| 6949 Zissell         | 1982 RZ        | Ronald E. Zissell, ameriški astronom in strokovnjak za spremenljive zvezde † |
| 6950 Simonek         | 1982 YQ        | * |
| 6952 Niccolò         | 1986 JT        | * |
| 6953 Davepierce      | 1986 PC        | David Allen Pierce, ameriški astronom* |
| 6954 Potemkin        | 1987 RB        | Grigori Aleksandrovič Potemkin, ruski feldmaršal, ljubljenec Katarine Velike * |
| 6955 Ekaterina       | 1987 SP        | Katarina Velika, ruska cesarica * |
| 6956 Holbach         | 1988 CX        | Paul Heinrich Dietrich von Holbach, nemški filozof in pisec enciklopedij † |
| 6959 Mikkelkocha     | 1988 VD        | Mikkel Kock Augustesen, vnuk odkritelja † |
| 6961 Ašitaka         | 1989 KA        | gora Ašitaka, japonski speči vulkan * |
| 6962 Summerscience   | 1990 OT        | Summer Science Program, nagradna poletna šola za nadarjene študente kolidža * |
| 6964 Kunihiko        | 1990 TL        | Kunihiko Kodaira, japonski matematik * |
| 6965 Nijodogava      | 1990 VS        | reka Nijodo, Japonska* |
| 6966 Vietoris        | 1991 RD        | Leopold Vietoris, avstrijski matematik* |
| 6969 Santaro         | 1991 VF        | Santaro Harada, japonski astronom* |
| 6970 Saigusa         | 1992 AL        | Jošikazu Saigusa, japonski ljubiteljski astronom* |
| 6971 Omogokei        | 1992 CT        | soteska v prefekturi Ehime, Japonska* |
| 6972 Helvetius       | 1992 GY        | Claude Adrien Helvetius, francoski filozof in pisec enciklopedij † |
| 6973 Karajan         | 1992 HK        | Herbert von Karajan (1908 – 1989), avstrijski orkestralni dirigent † |
| 6974 Solti           | 1992 MC        | Georg Solti (György Stern), madžersko-bitanski orkestralni dirigent † |
| 6975 Hiroaki         | 1992 QM        | Hiroaki Hajaši, japonski ljubiteljski astronom* |
| 6976 Kanacu          | 1993 KD        | Kazujoši Kanacu, japonski ljubiteljski astronom* |
| 6977 Jaucourt        | 1993 OZ        | Louis, Chevalier de Jaucourt, francoski pisatelj in pisec enciklopedij † |
| 6978 Hironaka        | 1993 RD        | Heisuke Hironaka, japonski matematik* |
| 6979 Shigefumi       | 1993 RH        | Šigefumi Mori, japonski matematik* |
| 6980 Kjusakamoto     | 1993 SV        | Kju Sakamoto, japonski pevec, Rokusuke Ei, lirik in Hačidai Nakamura, skladatelj (v japonščini "Roku" pomeni "6", "Kju" je "9" in "Hači" je "8")*                                           |
| 6981 Chirman         | 1993 TK        | * |
| 6983 Komacusakjo     | 1993 YC        | Sakjo Komacu, japonski pisatelj znanstvene fantastike* |
| 6984 Lewiscarroll    | 1994 AO        | Lewis Carroll, psevdonim Charlesa Dodgsona, bitanskega pisatelja * |
| 6986 Asamajama       | 1994 WE        | gora Asama, prefektura Nagano, Japonska* |
| 6987 Oniošidaši      | 1994 WZ        | tok lave Oniošidaši na gori Asama, Japonska* |
| 6989 Hošinosato      | 1994 XH        | kraj opazovanja ljubiteljskega astronoma, mesto Minamo, Japonska* |
| 6990 Toja            | 1994 XU        | gora Toja, Minamo Japonska* |
| 6991 Čičibu          | 1995 AX        | mesto Čičibu, Japonska* |
| 6992 Minano-mači     | 1995 BT        | mesto Minano, prefektura Saitama, Japonska* |
| 6995 Minojama        | 1996 BZ        | park Minojama, prefektura Saitama, Japonska* |
| 6996 Alvensleben     | 2222 T-2       | Uta Fritze-von Alvensleben, nemški astronom ali Constantin von Alvensleben, pruski general ali drugi član te družine, ki je bila povezana z deželo Saško - Anhaltom od 12. stoletja dalje * |
| 6997 Laomedon        | 3104 T-3       | Laomedon, kralj iz Troje * |
| 6998 Tithonus        | 3108 T-3       | Titon, oseba povezana s Trojansko vojno * |
| 6999 Meitner         | 4379 T-3       | Lise Meitner, avstrijsko-švedska jedrska fizičarka † Arhivirano 2007-09-27 na Wayback Machine.                                                                                              |
| 7000 Curie           | 1939 VD        | Marie Curie, poljska fizičarka* |

| Predhodnik: 5501–6000 | Pomeni imen asteroidov Seznam asteroidov (6501-6750) Seznam asteroidov (6751-7000) | Naslednik: 7001–7500 |